# Balgen (Adelsgeschlecht)

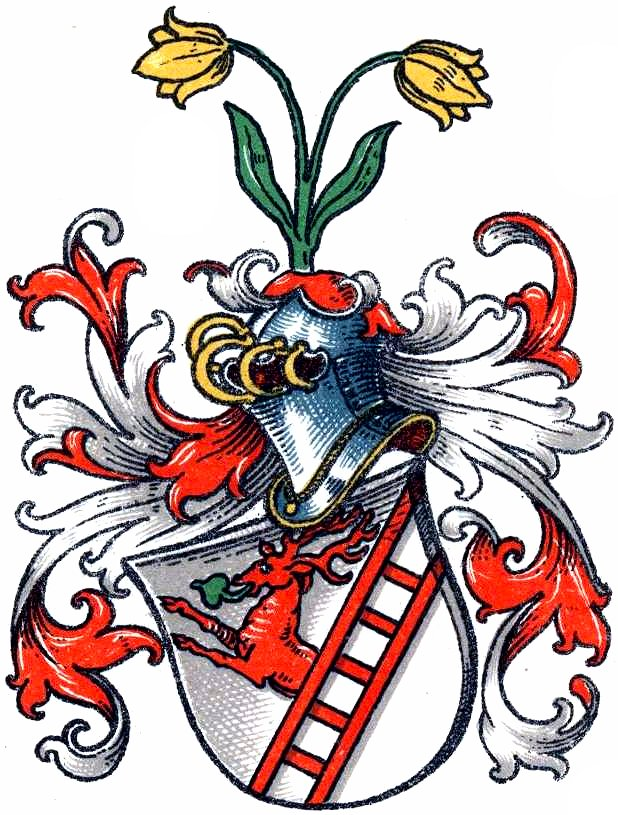
Wappen derer von Balghe aus Spießens Wappenbuch des Westfälischen Adels

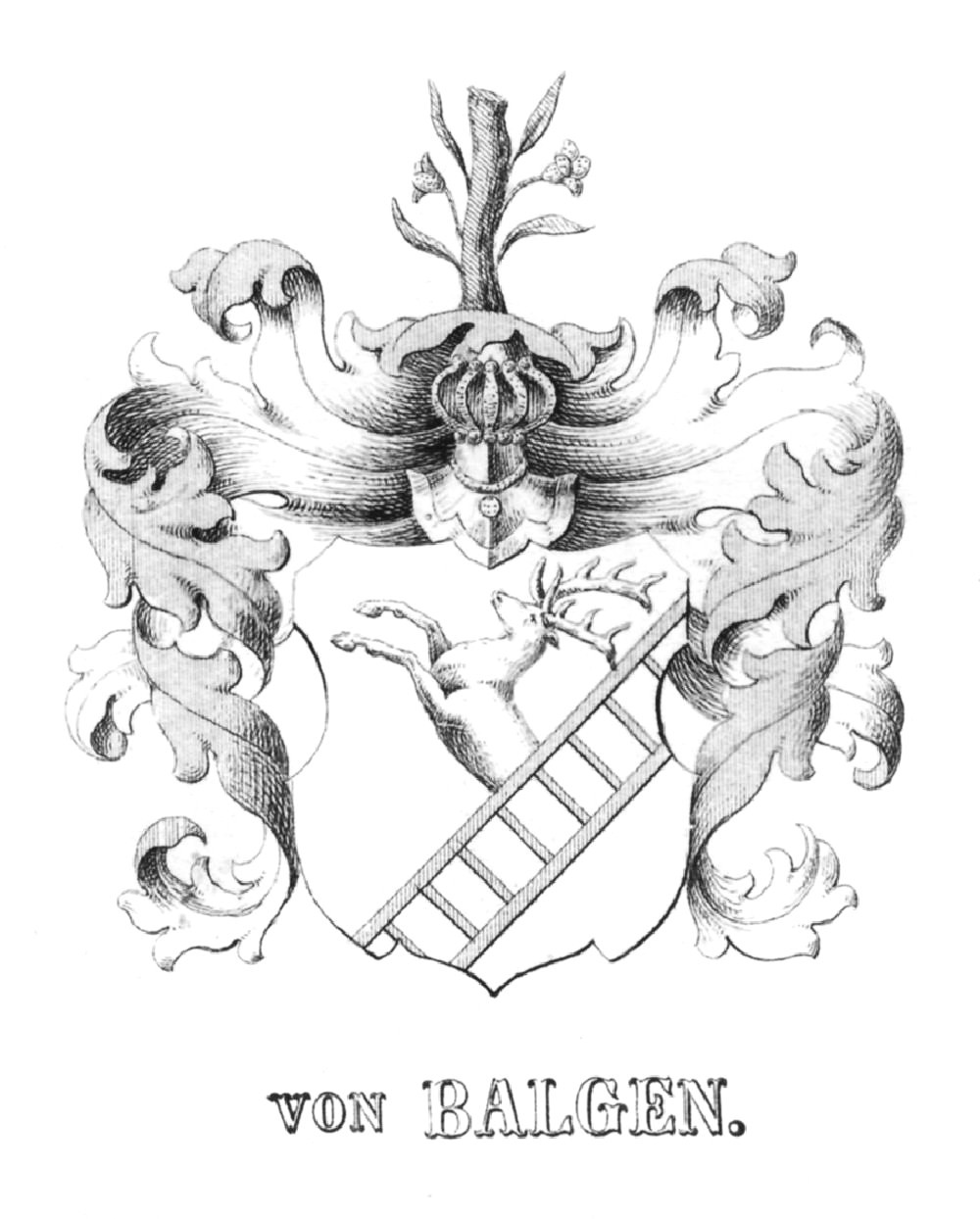
Wappen derer von Balgen aus Bagmihls Pommerschen Wappenbuch

Die Herren von Balgen (auch Balge, Balghe o. ä.) waren ein Adelsgeschlecht zunächst im Westfälischen, später im Lauenburgischen im Osten Pommerns.

## Geschichte
Das Geschlecht war ein Ritter-, d. h. Ministerialengeschlecht des Bistums Minden. 1357 verkaufen Johannes und Konrad gen. Balghe (Iohannes et Conradus fratres dicti Balghe) dem Kloster Barsinghausen einen Hof und zwei Hufen in Eckerde. 1410 wird ein Cord von Balghen, Propst in Obernkirchen erwähnt. Das letzte Vorkommen des Geschlechts im Westfälischen wird aus dem Jahr 1426 berichtet.
In Pommern erscheint die Familie zuerst mit Matthias von Balge, Erbherr auf Gartkewitz, im Jahre 1530. Seine Söhne Peter und Hans wurden im Jahre 1551 mit dem ererbten väterlichen Gut von Herzog Barnim belehnt. 1575 waren Mathias, Moritz, Hans Georg und Peter auf dem Gut besitzlich. Noch 1787 bzw. 1803 besaß die Familie ihr Stammgut Gartkewitz.
Die Familie stellte zahlreiche Offiziere in der preußischen Armee, so stand Siegmund Casimir von Balgen als Major im Regiment Prinz Leopold von Braunschweig und 1794 dienten zwei Sekonde-Lieutenants aus der Familie in den Regimentern v. Klinckowström und Graf Hertzberg.
Noch 1842 war ein Angehöriger auf Mystkoi im Kreis Schroda begütert, während die Familie in Pommern bereits um die zurückliegende Jahrhundertwende ihren Ausgang gefunden hat.

## Wappen
Das Stammwappen zeigt in Silber einen aus einer schräglinks gestellten, roten Leiter hervorspringenden natürlichen Hirsch mit einem grünen Blatt im Maul. Auf dem Helm mit silbernen und roten Decken, ein Zweig mit zwei goldenen Lilien, zwischen je zwei grünen Blättern.
Teilweise wird auch Gold anstelle von Silber blasoniert.